# Großsteingräber bei Gagel
Die Großsteingräber bei Gagel waren zwei megalithische Grabanlagen der jungsteinzeitlichen Tiefstichkeramikkultur bei Gagel, einem Ortsteil der Gemeinde Altmärkische Höhe im Landkreis Stendal, Sachsen-Anhalt. Beide wurden im 19. Jahrhundert zerstört.

## Lage
Die beiden Gräber befanden sich unweit des nördlichen Ortsausgangs von Gagel und lagen nahe beieinander.

## Forschungsgeschichte
Erstmals dokumentiert wurden die beiden Anlagen in den 1830er Jahren durch Johann Friedrich Danneil. Bei einer erneuten Aufnahme der Großsteingräber der Altmark mussten Eduard Krause und Otto Schoetensack in den 1890er Jahren feststellen, dass beide Gräber in der Zwischenzeit im Zuge der Separation vollständig abgetragen worden waren.

## Beschreibung

### Grab 1
Grab 1 besaß eine steinerne Umfassung mit einer Länge von 10,7 m und einer Breite von 6 m. Von der Grabkammer waren bei Danneils Aufnahme nur noch vier Steine im Zentrum der Anlage vorhanden. Eine Bestimmung der Maße der Kammer und des Grabtyps waren daher nicht mehr möglich.

### Grab 2
Grab 2 besaß eine steinerne Umfassung mit einer Länge von 10,7 m und einer Breite von 6,6 m. Von der Grabkammer waren bei Danneils Aufnahme nur noch Reste vorhanden. Ein Grabstein war noch erhalten, aber herabgestürzt. Auch hier war keine Bestimmung der Maße der Kammer oder des Grabtyps mehr möglich.